# Geografija Norveške
Norveška je država v severni Evropi v severnem in zahodnem delu Skandinavskega polotoka. Večji del države meji na vodo, vključno z prelivom Skagerrak na jugu, Severnim morjem na jugozahodu, severnim Atlantskim oceanom (Norveško morje) na zahodu in Barentsovim morjem na severu. Ima kopensko mejo s Švedsko na vzhodu in krajšo mejo s Finsko ter še krajšo mejo z Rusijo na severovzhodu.
Norveška ima podolgovato obliko, eno najdaljših in najbolj razgibanih obal na svetu ter približno 50.000 otokov ob njeni močno razčlenjeni obali. Je ena najsevernejših držav na svetu in ena najbolj goratih evropskih držav z velikimi območji, ki jih obvladuje Skandinavsko gorovje. Povprečna nadmorska višina države je 460 metrov, 32 odstotkov celine pa je nad gozdno mejo. Veriga vrhov, ki se razteza čez celotno državo, je geološko neprekinjena z gorami Škotske, Irske in, potem ko preide pod Atlantski ocean, z Apalaškimi gorami v Severni Ameriki. Geologi menijo, da so vse te tvorile eno samo območje pred razpadom starodavne superceline Pangea.
V zadnjem ledeniškem obdobju, pa tudi v mnogih zgodnejših ledenih dobah, je bila skoraj vsa država prekrita z debelo ledeno ploščo. Gibanje ledu je izdolblo globoke doline. Zaradi izrezovanja ledu je Sognefjord drugi najgloblji fjord na svetu, Hornindalsvatnet pa najgloblje jezero v Evropi. Ko se je led stopil, je morje napolnilo številne od teh dolin in ustvarilo slavne norveške fjorde. Današnji ledeniki v višjih gorskih območjih niso ostanki velike ledene plošče iz ledene dobe - njihov izvor je novejši. Regionalno podnebje je bilo do 1–3 °C toplejše od 7000 pr. n. št. do 3000 pr. n. št. v holocenskem podnebnem optimumu (v primerjavi z obdobjem 1961–90), zaradi česar so se preostali ledeniki v gorah skoraj popolnoma stopili.
Čeprav se je že zdavnaj osvobodila ogromne teže ledu, se kopno še vedno dviga za nekaj milimetrov na leto. Ta odboj je največji v vzhodnem delu države in v notranjih delih dolgih fjordov, kjer je bil ledeni pokrov najdebelejši. To je počasen proces in na tisoče let po koncu ledene dobe je morje pokrivalo znatna območja današnjega kopnega. To staro morsko dno je zdaj med najbolj produktivnimi kmetijskimi zemljišči v državi.

## Statistika
Geografske koordinate: 62°N 10°E / 62°N 10°E
Reference zemljevidov: Evropa
Območje:
- skupaj: 324.220 km²
- kopno: 307.860 km²
- voda: 16.360 km²
- Z vključenimi Svalbardom in Jan Mayenom: 385.199 km²

Kopenske meje:
- skupaj: 2515 km
- mejne države: Finska 729 km; Švedska 1619 km; Rusija 196 km

Obala: celinska 25.148 km; vključno z otoki 83.281 km
Pomorski zahtevki:
- sosednje območje: 10 nmi (18,5 km)
- epikontinentalni pas: 200 nmi (370,4 km)
- izključna ekonomska cona: 2.385.178 km²
- teritorialno morje: 12 nmi (22,2 km)

Izključna ekonomska cona Norveške (EEZ) obsega 2.385.178 km². Je ena največjih v Evropi in 17. največja na svetu. Izključna ekonomska cona vzdolž celine obsega 878.575 km², izključna ekonomska cona Jan Mayena 29.349 km², od leta 1977 pa Norveška zahteva ekonomsko cono okoli Svalbarda v velikosti 803.993 km².

## Fizična geografija

### Pregled
Celinska Norveška obsega obsežno paleto naravnih variacij glede na njeno zmerno velikost, vključno s kopenskimi, morskimi, limniškimi ter snežnimi in ledenimi ekosistemi. Norveška ima veliko raznolikost mineralov in kamnin ter veliko raznolikost reliefnih oblik. Glavne pokrajinske vrste so celinski hribi in gore, celinske doline, celinske nižine, obalne nižine, obalni fjordi ter obalni hribi in gore. Poledenela; večinoma visoke planote in razgibano gorovje, prepredeno z rodovitnimi dolinami; majhne, raztresene ravnice; obala je globoko razčlenjena s fjordi; arktična tundra le na skrajnem severovzhodu (večinoma na polotoku Varanger). Zmrznjena tla vse leto lahko najdemo tudi v višjih gorskih predelih in v notranjosti okraja Finnmark. Na Norveškem so tudi številni ledeniki.
Ekstremne višine:
- Najnižja točka: Norveško morje 0 m
- Najvišja točka: Galdhøpiggen 2469 metrov

### Celina
Skandinavsko gorovje: Skandinavsko gorovje so najpomembnejša značilnost države. Začenši s Setesdalsheiene severno od obale Skagerraka, so gore v velikih delih države in sekajo številne fjorde Vestlandeta. Ta regija vključuje Hardangervidda, Jotunheimen (z Galdhøpiggenom na 2469 metrih nadmorske višine), Sognefjell in Trollheimen na severu z velikimi ledeniki, kot so Jostedalsbreen, Folgefonna in Hardangerjøkulen. Gorska veriga se vije proti vzhodu južno od Trondheima z verigami, kot sta Dovrefjell in Rondane, in doseže mejo s Švedsko, kjer so večinoma postale položne planote. Gore nato sledijo meji v severovzhodni smeri in so znane kot Kjølen (kobilica). Gore sekajo številne fjorde v Nordlandu in Tromsu, kjer postanejo bolj alpske in ustvarijo številne otoke, potem ko se srečajo z morjem. Skandinavsko gorovje tvorijo Lyngenske Alpe, ki segajo v severozahodni Finnmark, se postopoma nižajo od Altafjorda proti Nordkapu (Severni rt), kjer se končno končajo pri Barentsovem morju.
Skandinavsko gorovje naravno deli državo na fizične regije; doline obdajajo gore v vseh smereh. Naslednje fizične regije bodo le delno ustrezale tradicionalnim regijam in okrajem na Norveškem.
Južna obala (Sørlandet): južni del Skagerraka in obala Severnega morja je nižina južno od gorovja, od Stavangerja na zahodu do zahodnega dela zunanjega dela Oslofjorda na vzhodu. V tem delu države doline sledijo smeri sever–jug. To območje je večinoma hribovito, vendar z nekaterimi zelo ravnimi območji, kot sta Lista in Jæren.
Jugovzhod (Østlandet): ozemlje vzhodno od gorovja (ki ustreza Østlandetu, večini Telemarka in Rørosa) prevladujejo doline, ki tečejo v smeri sever-jug v vzhodnem delu in bolj v smeri severozahod-jugovzhod bolj zahodno, pri čemer se doline končujejo v Oslofjordu. Tu sta najdaljši dolini v državi — Østerdal in Gudbrandsdal. V tej regiji so tudi velika nižinska območja, ki obdajajo Oslofjord, pa tudi reko Glomma in jezero Mjøsa.
Zahodni fjordi (Vestlandet): deželo zahodno od gorovja (ki ustreza Vestlandetu severno od Stavangerja) obvladuje gorska veriga, saj se gore raztezajo in postopoma nižajo vse do obale. V tej regiji prevladujejo veliki fjordi, največja sta Sognefjord in Hardangerfjord. Geirangerfjord pogosto velja za najboljšo fjordsko pokrajino. Obala je zaščitena z verigo kamnitih otočkov (majhni, nenaseljeni otoki - Skjærgård), ki so vzporedni z obalo in zagotavljajo začetek zaščitenega prehoda za skoraj celotno 1600 kilometrov poti od Stavangerja do Nordkapa. Na jugu fjordi in večina dolin običajno potekajo v smeri zahod–vzhod, na severu pa v smeri severozahod–jugovzhod.
Regija Trondheim (Trøndelag): dežela severno od Dovreja (ki ustreza Trøndelagu razen Rørosa) obsega bolj položno pokrajino z bolj zaobljenimi oblikami in gorami ter z dolinami, ki se končajo pri Trondheimsfjordu, kjer se odprejo na veliko nižinsko območje. Severneje je dolina Namdalen, ki se odpira na območju Namsos. Vendar pa na polotoku Fosen in najbolj severni obali (Leka) prevladujejo višje gore in ožje doline.
Severni fjordi (Nord-Norge): deželo bolj severno (ki ustreza Nordlandu, Tromsu in severozahodnemu Finnmarku) ponovno prevladujejo strme gore, ki segajo vse do obale, in številni fjordi. Fjordi in doline na splošno ležijo v smeri zahod-vzhod v južnem delu tega območja in v smeri severozahod-jugovzhod bolj severno. Izjema je gorovje Saltfjellet, saj poteka dolina bolj v smeri sever-jug od teh gora. To dolgo in ozko območje vključuje veliko velikih otokov, kot so Lofoti, Vesterålen in Senja.
Daljnji severovzhod: notranjost in obala vzhodno od Nordkapa (kar ustreza Finnmarksvidda in vzhodni Finnmark) je manj prevladujoča z gorami in je večinoma pod 400 m. V notranjosti prevladuje velika planota Finnmarksvidda. V smeri sever-jug potekajo veliki, široki fjordi. Na tej obali manjkajo otočki ali čeeri, značilni za norveško obalo. Najbolj vzhodno teče Varangerfjord v smeri vzhod-zahod in je edini večji fjord v državi, katerega ustje je na vzhodu.

### Arktični otoki
Svalbard: severno, v Arktičnem oceanu, leži arhipelag Svalbard, ki ga prav tako obvladujejo gore, ki so večinoma prekrite z velikimi ledeniki, zlasti v vzhodnem delu otočja, kjer ledeniki pokrivajo več kot 90 %, z enim ledenikom, Austfonna, ki je največja v Evropi. Za razliko od celine se ti ledeniki valijo neposredno v odprti ocean.
Jan Mayen: na skrajnem severozahodu, na pol poti proti Grenlandiji, je otok Jan Mayen, kjer je edini aktivni vulkan na Norveškem, Beerenberg.

### Antarktični otoki in zahteve za Antarktiko
Bouvetov otok: leži v južnem Atlantskem oceanu na 54 °S in je večinoma prekrit z ledeniki, ta otok je eden najbolj oddaljenih na svetu, naseljen le s tjulnji in pticami.
Otok Petra I.: leži v južnem Tihem oceanu na 69 °J in 90 °Z, na tem otoku prevladujejo ledeniki in vulkan. Kot pri Bouvetovem otoku tudi ta otok velja za zunanjo odvisnost in ne del kraljestva.
Dežela kraljice Maud je norveška lastnina na Antarktiki. To veliko, sektorsko območje se razteza do južnega tečaja in v celoti prevladuje največja ledena plošča na svetu, vendar z nekaj impresivnimi nunataki (gole skale), ki prodirajo nad led. Raziskovalna postaja Troll, ki jo upravlja Norveška, je na nezasneženem gorskem pobočju in je edina postaja na Antarktiki, ki ni na ledu.
- Fizična geografija
- Rafsundet septembra, severna Norveška

- Svalbardska tundra
- Beerenberg (2277 m), Jan Mayen, je najsevernejši aktivni vulkan na svetu

## Sončna svetloba, časovni pasovi in plimovanje
Območja na Norveškem, ki ležijo severno od arktičnega kroga, imajo pozimi izjemno temo, ki se povečuje z širino. Pri Longyearbyenu na otočju Svalbard na skrajnem severu je zgornji del sončnega diska nad obzorjem od 19. aprila do 23. avgusta, zimska tema pa traja od 27. oktobra do 14. februarja. Ustrezna datuma za še vedno severni Tromsø sta 17. maj – 25. julij in 26. november – 15. januar. Zimska tema na celini ni temna, saj je v Tromsøju okoli poldneva nekaj ur mrak; toda v Longyearbyenu je v temnem obdobju skoraj popolna tema. Celo južni del države doživlja velike sezonske spremembe dnevne svetlobe; v Oslu sonce ob poletnem solsticiju vzide ob 03:54 in zaide ob 22:54, ob zimskem solsticiju pa je nad obzorjem šele od 09:18 do 15:12. Severni del države je v območju aurora borealis; ta je občasno vidna tudi v južnem delu države.
Norveška je po srednjeevropskem času, ki ustreza 15 °V zemljepisne dolžine. Ker je dežela zelo raztegnjena, je to v nasprotju z lokalno dnevno svetlobo v vzhodnem in zahodnem delu. V Vardøju je lokalni dnevni čas 64 minut prej, v Bergnu pa 39 minut pozneje. Tako Finnmark pridobi zgodnjo jutranjo dnevno svetlobo, vendar izgubi večerno dnevno svetlobo, Vestlandet pa izgubi zgodnjo jutranjo svetlobo, vendar pridobi več večerne dnevne svetlobe v tem časovnem pasu. Poletni čas (GMT + 2) se upošteva od zadnje nedelje v marcu do zadnje nedelje v oktobru.
Razlika med oseko in plino je majhna na južni obali in velika na severni; od povprečno 0,17 m v Mandalu do približno 0,30 m v Oslu in Stavangerju, 0,90 m v Bergnu, 1,80 m v Trondheimu, Bodøju in Hammerfestu ter kar 2,17 m v Vadsøju.

## Podnebje
Podnebje na Norveškem je bolj zmerno, kot bi lahko pričakovali za tako visoke zemljepisne širine. To je predvsem posledica Severnoatlantskega toka s svojim podaljškom, Norveškim tokom, ki zvišuje temperaturo zraka; prevladujoči jugozahodni vetrovi prinašajo blag zrak na kopno; in splošna jugozahodno-severovzhodna orientacija obale, ki omogoča zahodnim vetrovom prodiranje v Arktiko. Januarsko povprečje v Brønnøysundu je za 14,6 °C toplejše od januarskega povprečja v Nomu na Aljaski, čeprav sta obe mesti na zahodni obali celin na 65 °S. Julija se razlika zmanjša na 2,9 °C. Januarsko povprečje v Jakutsku v Sibiriji, vendar nekoliko južneje, je za 42,3 °C hladneje kot v Brønnøysundu.

### Padavine
Norveška je med najbolj namočenimi evropskimi državami, vendar z velikimi razlikami v količini padavin zaradi terena z gorskimi verigami, ki povzročajo orografske padavine, a ustvarjajo tudi padavinske sence. V nekaterih regijah so lahko lokacije z zelo različnimi količinami padavin precej blizu. Stryn (1661 mm) ima 6-krat več padavin kot Skjåk, oddaljen 90 minut vožnje, Bergen ima petkrat več padavin kot Lærdal v isti regiji, na severu Glomfjord (2141 mm) pa 10-krat več padavin kot zgornji Saltdal (81 mm), ki je oddaljen 68 km zračne črte. Nekatera območja Vestlandeta in južnega Nordlanda so zaradi orografskega dviga med najbolj namočenimi v Evropi, zlasti tam, kjer zahodne vetrove najprej prestrežejo visoke gore. To se zgodi nekoliko v notranjosti od zunanjega ščitnika. V posodobljenih normalnih vrednostih za obdobje 1991–2020 ima Gullfjellet v Bergnu (345 m) največ letnih padavin s 4067 mm. V gorskih območjih blizu obale lahko letna količina padavin preseže 5000 mm. Lurøy v arktičnem krogu dobi 3066 mm letno, kar je izjemna količina za polarno lokacijo. Ob obali je največ padavin pozno jeseni in pozimi, najbolj suho pa je od aprila do junija. Najbolj notranji deli dolgih fjordov so nekoliko bolj suhi: letna količina padavin v Lærdalu znaša 514 mm, na severu pa le 338 mm v Skibotnu na vrhu Lyngenfjorda. Regije vzhodno od gorske verige (vključno z Oslom) imajo bolj celinsko podnebje z na splošno manj padavinami, največje padavine pa poleti in zgodaj jeseni, medtem ko sta zima in pomlad ponavadi najbolj suha. Veliko območje v notranjosti Finnmarka prejme manj kot 450 mm (17,7 in) padavin letno. Nekatere doline, obdane z gorami, imajo zelo malo padavin in poleti pogosto potrebujejo namakanje. Zgornji Saltdal (81 m, Storjord) ima najnižje letno povprečje s samo 211 mm, medtem ko je na jugu Norveške Skjåk najbolj suh z 295 mm. V norveških visoko arktičnih arhipelagih ima letališče Svalbard najnižjo povprečno letno količino padavin z 217 mm, medtem ko se Jan Mayen več kot podvoji s 648 mm.
Mesečna povprečja se gibljejo od 6 mm aprila v zgornjem Saltdalu in Skjåku do 509 mm decembra v Gullfjelletu. Obalna območja od Lindesnesa severno do Vardøja imajo več kot 200 dni na leto s padavinami; vendar je to z zelo nizko mejno vrednostjo (0,1 mm padavin). Povprečno letno število dni z najmanj 3 mm padavinami je 77 v Blindernu/Oslu, 96 v Kjeviku/Kristiansandu, 158 na Floridi/Bergenu, 93 v Værnesu/Trondheimu in 109 v Tromsøju.

### Temperatura
Ob obali so zime milejše kot druga območja na enakih zemljepisnih širinah. Povprečna temperaturna razlika med najhladnejšim in najtoplejšim mesecem je le 10–15 °C na obalnih območjih; nekateri svetilniki imajo letno amplitudo le 10 °C, kot je Svinøy v Herøyu z najhladnejšim mesecem 3,7 °C. Razlike med celinskimi območji so večje, z največjo razliko 28 °C v Karasjoku. Finnmarksvidda ima najhladnejše zime na celinskem delu Norveške, vendar lahko v notranjosti veliko južneje pride do hudega mraza. Røros je zabeležil −50 °C.
Bø i Vesterålen je najbolj severna lokacija na svetu, kjer imajo vsi zimski meseci povprečne temperature nad 0 °C. Pomlad je letni čas, ko so temperaturne razlike med južnim in severnim delom države največje; to je tudi letni čas, ko se dnevne in nočne temperature najbolj razlikujejo. Notranje doline in najbolj notranja območja fjordov imajo manj vetra in vidijo najtoplejše poletne dni. Nižina blizu Osla je najtoplejša poleti s 24. julijskim povprečjem 18 °C in povprečno dnevno najvišjo temperaturo do 23 °C. Območja v notranjosti dosežejo največjo temperaturo okoli sredine julija, obalna območja pa v prvi polovici avgusta. Vlažnost je poleti običajno nizka.
Severnoatlantski tok se nad severnim delom Norveškega morja razcepi na dva dela, ena veja gre proti vzhodu v Barentsovo morje, druga pa proti severu ob zahodni obali Svarbalda. To nekoliko spremeni arktično polarno podnebje in ima za posledico odprto vodo skozi vse leto na višjih zemljepisnih širinah kot kjerkoli drugje na Arktiki. Na vzhodni obali arhipelaga Svalbard je bilo morje večino leta zamrznjeno, v zadnjih letih pa so se zaradi segrevanja (graf) morje opazno podaljšale.
Najvišja temperatura, ki so jo kdaj koli izmerili na Norveškem, je v Nesbyenu 35,6 °C. Najnižja temperatura doslej je v Karasjoku −51,4 °C. Najtoplejši zabeležen mesec je bil julij 1901 v Oslu, s povprečno 24-urno temperaturo 22,7 °C, najhladnejši mesec pa je bil februar 1966 v Karasjoku, s povprečno temperaturo −27,1 °C. Najtoplejša noč, zabeležena na Norveškem, je bila 29. julija 2019 na Sømna-Kvaløyfjellet (302 m) v Sømni blizu Brønnøysunda z najnižjo nočno temperaturo 26,1 °C. Nižje atlantske vode, ki pozimi prinašajo blage vetrove, ki jih dodatno segreje fen, lahko povzročijo tople temperature v ozkih fjordih pozimi: Sunndalsøra je zabeležila 19 °C januarja in 18,9 °C februarja.
V primerjavi z obalnimi območji imajo notranje doline in najbolj notranja območja fjordov večje dnevne temperaturne razlike, zlasti spomladi in poleti.

## Biološka raznovrstnost
Zaradi velike širine države ter njene raznolike topografije in podnebja ima Norveška večje število habitatov kot skoraj katera koli druga evropska država. Na Norveškem in v sosednjih vodah je približno 60.000 vrst rastlin in živali. Velik morski ekosistem norveške police velja za zelo produktivnega. Skupno število vrst vključuje 16.000 vrst žuželk (verjetno še 4000 vrst, ki jih je treba še opisati), 20.000 vrst alg, 1800 vrst lišajev, 1050 vrst mahov, 2800 vrst vaskularnih rastlin, do 7000 vrst gliv, 450 vrst ptic (250 vrst gnezdi na Norveškem), 90 vrst sesalcev, 45 vrst sladkovodnih rib, 150 vrst morskih rib, 1000 vrst sladkovodnih nevretenčarjev in 3500 vrst slanovodnih nevretenčarjev. Približno 40.000 teh vrst je znanstveno opisanih. Poleti 2010 je znanstveno raziskovanje v Finnmarku odkrilo 126 vrst žuželk, novih za Norveško, od katerih je bilo 54 vrst novih za znanost.
Rdeči seznam IUCN iz leta 2006 imenuje 3886 norveških vrst kot ogroženih, od katerih je 17, kot je evropski bober, uvrščenih na seznam, ker so ogrožene po vsem svetu, čeprav se populacija na Norveškem ne šteje za ogroženo. Na rdečem seznamu je 430 vrst gliv, mnoge med njimi so tesno povezane z majhnimi preostalimi površinami starih gozdov. Na seznamu je tudi 90 vrst ptic in 25 vrst sesalcev. Od leta 2006 je na Norveškem 1988 trenutnih vrst navedenih kot ogroženih ali ranljivih, od tega 939 kot ranljivih, 734 kot ogroženih in 285 kot kritično ogroženih, med njimi sivi volk, polarna lisica (zdrava populacija na Svalbardu), in pisana žaba.
Največji plenilec v norveških vodah je kit glavač, največja riba pa morski pes orjak. Največji plenilec na kopnem je severni medved, medtem ko je rjavi medved največji plenilec na norveški celini, kjer je navadni los največja žival.

## Rastlinstvo
Naravna vegetacija na Norveškem se precej razlikuje, kot je mogoče pričakovati v državi s takšnimi razlikami v zemljepisni širini. Na Norveškem je na splošno manj drevesnih vrst kot na območjih s podobnim podnebjem. To je zato, ker so evropske selitvene poti sever-jug po ledeni dobi težje, saj vodna telesa (kot sta Baltsko morje in Severno morje) in gore ustvarjajo ovire. Vendar so nedavne raziskave z uporabo študij DNK smreke in bora ter jezerskih sedimentov dokazale, da so norveški iglavci preživeli ledeno dobo v zatočiščih brez ledu na severu vse do Andøye. Številne uvožene rastline so lahko rodile seme in se razširile. Manj kot polovica od 2630 rastlinskih vrst na Norveškem danes dejansko raste v državi naravno. Približno 210 vrst rastlin, ki rastejo na Norveškem, je uvrščenih na seznam ogroženih, od tega jih je 13 endemičnih. Narodni parki na Norveškem so večinoma v gorskih območjih; približno 2 % produktivnih gozdov v državi je zaščitenih.
Nekatere rastline so razvrščene kot zahodne, ker potrebujejo visoko vlažnost ali slabo prenašajo zimsko zmrzal; te bodo ostale blizu jugozahodne obale, njihova severna meja pa bo blizu Ålesunda. Nekateri primeri so navadna bodika in zvončasta vresa (Erica cinerea). Nekatere zahodne vrste se pojavljajo daleč na severu do Helgelanda (kot je križnolistna vresa Erica tetralix), nekatere celo do Lofotov (kot je Gozdna bekica (Luzula sylvatica)).
Nizke temperature ob obali dopuščajo nekaj presenečenj. Nekatere trdožive vrste palm rastejo daleč na severu do Sunnmøreja. Eden največjih preostalih lipovih gozdov v Evropi raste pri Flostrandi v Stryn. Severno od arktičnega kroga uspevajo zasajeni listavci, kot sta divji kostanj in bukev (kot pri Steigenu).
Rastline, razvrščene kot vzhodne, potrebujejo sorazmerno več poletnega sonca z manj vlage, vendar lahko prenesejo mrzle zime. Te se bodo pogosto pojavljale na jugovzhodu in v celinskih območjih: primeri so navadni volčin (Daphne mezereum), Zeleni jagodnjak (Fragaria viridis) in klasasti jetičnik (Veronica spicata). Nekatere vzhodne vrste, ki so običajne za Sibirijo, rastejo v rečnih dolinah vzhodne regije Finnmark. Obstajajo vrste, za katere se zdi, da uspevajo vmes med temi skrajnostmi, kot so južne rastline, kjer je pomembno tako zimsko kot poletno podnebje (kot so hrast dob (Quercus robur), veliki jesen in trpežni golšec (Mercurialis perennis)). Druge rastline so odvisne od vrste kamnine.
V norveških gorah je precejšnje število alpskih vrst. Te vrste ne prenesejo sorazmerno dolgih in toplih poletij, niti ne morejo tekmovati z rastlinami, prilagojenimi na daljšo in toplejše rastno dobo. Številne alpske rastline so pogoste v severnem borealnem pasu in nekatere v srednjem borealnem pasu, vendar je njihovo glavno območje razširjenosti alpska tundra v Skandinavskem gorovju in arktična tundra. Številne najbolj trpežne vrste so se prilagodile tako, da so semena dozorela več kot eno poletje. Primeri alpskih vrst so ranunculus glacialis, draba lactea in pritlikava vrba (salix herbacea). Znana anomalija je 30 ameriških alpskih vrst, ki v Evropi rastejo samo v dveh goratih delih Norveške: v gorah Dovre–Trollheimen in Jotunheim na jugu; in Saltdal, do zahodnega Finnmarka, na severu. Razen na Norveškem te vrste, kot sta Braya linearis in Carex scirpoidea, rastejo samo v Kanadi in na Grenlandiji. Ni znano, ali so ti preživeli ledeno dobo na kakšnem gorskem vrhu, ki je predrl led, ali so se razširili od južnejšega dela Evrope ali zakaj se niso razširili v druge gorate predele Evrope. Nekatere alpske vrste so širše razširjene in rastejo v Sibiriji, na primer Rhododendron lapponicum. Druge alpske vrste so običajne za celotno Arktiko, nekatere pa rastejo samo v Evropi, na primer globus.
Vsa naslednja vegetacijska območja na Norveškem temeljijo na botaničnih merilih, čeprav bodo imele, kot že omenjeno, nekatere rastline posebne zahteve. Gozdovi, barja in mokrišča ter resave so vključeni v različne vegetacijske cone. Južno borealno barje se razlikuje od severnoborealnega barja, čeprav se nekatere rastlinske vrste lahko pojavljajo na obeh.

### Nemoral
Majhno območje vzdolž južne obale - od Soknedala v južnem Rogalandu in vzhodno do Fevika v Aust-Agderju (vključno s Kristiansandom) - pripada vegetacijskemu območju Nemoral. To območje je pod 150 metri  nadmorske višine in največ 30 kilometrov v notranjosti vzdolž dolin. To je prevladujoče vegetacijsko območje v Evropi severno od južne Francije, Alp, Karpatov in Kavkaza. Značilnost tega območja na Norveškem je prevlada hrasta in skoraj popolno pomanjkanje značilnih borealnih vrst, kot sta norveška smreka in siva jelša, čeprav se pojavlja nižinska različica bora. Nemoral pokriva skupno 0,5 % kopnega (brez Svalbarda in Jan Mayena).

### Hemiborealno (boreonemoralno)
Hemiborealno območje pokriva skupaj 7 % kopnega na Norveškem, vključno z 80 % Østfolda in Vestfolda. Ta vegetacija predstavlja mešanico nemoralnih in borealnih rastlinskih vrst in spada v kopensko ekoregijo palearktike, sarmatskih mešanih gozdov (PA0436). Nemoralne vrste prevladujejo na pobočjih, obrnjenih proti jugozahodu in z dobro prstjo, medtem ko borealne vrste prevladujejo na pobočjih, obrnjenih proti severu in z razmočeno zemljo. Na nekaterih območjih drugi dejavniki prevladajo nad tem, na primer tam, kjer kamninska podlaga daje malo hranil, kjer pogosto prevladujeta hrast in borealni bor. Boreonemoralno območje sledi obali od Oslofjorda proti severu do Ålesunda in postane prekinjeno severno od Sunnmøreja. V Oslu to območje sega do nadmorske višine 200 metrov. Sega tudi v nekatere nižje doline in le doseže nižino okoli Mjøse, vendar ne tako severno kot Lillehammer. V dolinah na jugu lahko ta vegetacija obstaja do 300–400 metrov nadmorske višine. Območje sledi nižini zahodne obale in v največje fjorde, ki tam dosežejo višino 150 metrov, celo do 300 metrov v nekaterih zaščitenih fjordih in dolinah v Nordmøreju s hranljivo prstjo. Najsevernejše lokacije na svetu so številna območja vzdolž Trondheimsfjorda, kot je Frosta, pri čemer je najsevernejša lokacija Byahalla v Steinkjerju. Nekatere nemoralne vrste v tem območju so dob, graden, veliki jesen, gorski brest, ostrolistni javor (Acer platanoides), navadna leska (Corylus avellana), črna jelša, lipovec (Tilia cordata), navadna tisa (Taxus baccata), bodika (jugozahodna obala), divja češnja (Prunus avium), čemaž (Allium ursinum), bukev (pozno prispela pogosta le v Vestfoldu ) in trobentica. Značilne borealne vrste so smreka, bor, puhasta breza (Betula pubescens), siva jelša (Alnus incana), trepetlika, jerebika, podlesna vetrnica in rivinova vijolica.

### Boreal
Borealne vrste so prilagojene na dolgo in hladno zimo in večina teh vrst lahko prenese nižje zimske temperature kot zime v večini Norveške. Tako jih odlikuje potreba po dolžini rastne sezone in poletni toploti. Barja so pogosta v borealnem pasu, z največjimi površinami v severnem in srednjem borealnem pasu ter na območju tik nad gozdno mejo. Veliko borealno območje je običajno razdeljeno na tri podcone: južno borealno, srednje borealno in severno borealno.

#### Borealne ekoregije
Borealna območja na Norveškem pripadajo trem ekoregijam. Območje, kjer prevladujejo smrekovi gozdovi (nekaj breze, bora, vrbe, trepetlike), večinoma pripada skandinavski in ruski ekoregiji tajge (PA0608). Ekoregija skandinavskih obalnih gozdov iglavcev (PA0520) na obalnih območjih z milimi zimami in pogostimi padavinami sledi obali od južne Stavangerja proti severu do južnega Tromsa in vključuje tako hemiborealna kot borealna območja. Na slednjo regijo meji skandinavska ekoregija gorskega brezovega gozda in travišč (PA1110). Zdi se, da ta regija vključuje gorska območja z alpsko tundro in nižinske gozdove, v bistvu vsa območja zunaj naravnega območja razširjenosti gozdov smreke. Ta ekoregija tako kaže zelo širok razpon podnebnih in okoljskih razmer, od zmernega gozda vzdolž fjordov zahodne Norveške do vrha Galdhøpiggen in severovzhodno do polotoka Varanger. Območje nad gozdno mejo iglavcev sestavlja gorska breza Betula pubescens-czerepanovii (fjellbjørkeskog). Navadni bor doseže svojo višinsko mejo približno 200 metrov nižje od gorske breze.

#### Južni Boreal
V južnem borealnem območju (SB) prevladujejo borealne vrste, zlasti navadna smreka, in pokriva skupno 12 % celotne površine kopnega. Je edino borealno območje z nekaj razpršenimi, a dobro razvitimi, toplotno zahtevnimi širokolistnimi listavci, kot sta jesen in hrast. Več vrst v tem območju potrebuje dokaj topla poletja (ima 3–4 mesece s srednjo 24-urno temperaturo vsaj 10 °C), zato so v srednjem borealnem pasu zelo redke. Nekatere vrste, ki jih ne najdemo severneje, so črna jelša, navadni hmelj, dobra misel (Origanum vulgare) in [[navadna brogovita (Viburnum opulus). To območje je nad hemiborealnim območjem, do 450 metrov nadmorske višine v Østlandetu in 500 metrov v najbolj južnih dolinah. V vzhodnih dolinah sega nekaj sto kilometrov v Gudbrandsdal in Østerdal ter do Loma in Skjåka v Ottadalenu. Ob jugozahodni obali območje doseže višino 400 metrov na vrhu velikih fjordov (kot je v Lærdalu) in približno 300 metrov bližje obali. V Vestlandetu navadne smreke manjka (izjema je Voss). Severno od Ålesunda prevladuje vegetacija južnega borealnega območja v nižinah vse do morske gladine, vključno z otoki, kot je Hitra. Večina nižin v Trøndelagu pod 180 metri nadmorske višine je SB, do 300 metrov nadmorske višine v celinskih dolinah, kot sta Gauldalen in Verdalen, in do 100 metrov v Namdalenu. Obalna območja in nekatera območja fjordov bolj severno, kot so Vikna, Brønnøy in najboljše lokacije vzdolž obale Helgelanda, so SB severno do ustja Ranfjorda, medtem ko v celinskih območjih severno od Gronga prevladuje vegetacija srednjega borealnega območja v nižini. Dlje proti severu so majhna izolirana območja z vegetacijo SB, kot v Bodøju in Fauskeju, pri čemer je najbolj severna lokacija ozek pas vzdolž severne obale Ofotfjorda; in endemična nordlandska bela jerebika raste samo v Bindalu. Kmetijstvo na Norveškem, vključno s pridelavo žita, poteka večinoma v hemiborealnih in SB conah.

#### Srednji boreal
V značilnem gozdu s sklenjenimi krošnjami srednje borealne (MB) cone prevladujejo borealne rastlinske vrste. Vegetacija MB pokriva skupno 20 % celotne površine kopnega. Norveška smreka je prevladujoče drevo na velikih območjih v notranjosti Østlandeta, Sørlandeta, Trøndelaga in Helgelanda, smrekovi gozdovi MB in SB pa so gospodarsko najpomembnejši na Norveškem. Smreka ne raste naravno severno od Saltfjella v osrednji Severni deželi (različica sibirske smreke se pojavlja v dolini Pasvik), ker gorske verige ovirajo njihov napredek, vendar jo zaradi ekonomskih razlogov pogosto sadijo na območjih MB severneje, kar prispeva k drugačni pokrajini. V teh severnih območjih običajno prevladuje breza; pogosti pa so tudi bor, trepetlika, jerebika, čremsa in siva jelša. Breza MB je pogosto križanec med srebrno brezo in puhasto brezo in je višja (6–12 metrov od breze, ki raste blizu drevesne meje. Iglavci bodo zrasli višje. Nekatere alpske rastline rastejo v območju MB; nemoralne vrste so redke. Podrast je običajno dobro razvita, če gozd ni pregost. Številne rastline ne rastejo severneje: siva jelša, srebrna breza, prava lakota, malinjak, navadni pelin in voščena mirika (Myrica gale) so primeri vrst v tem območju, ki ne rastejo severneje ali višje. MB je na nadmorski višini 400–750 metrov v Østlandetu, do 800 metrov v južnih dolinah, 300–600 metrov (800 metrov na vrhu dolgih fjordov) na jugozahodni obali in 180–450 metrov v Trøndelagu (700 metrov v notranjosti, kot pri Rørosu in Oppdalu). Severneje je MB pogost v nižinah: do 100 metrov nadmorske višine na Lofotih in Vesterålenu, 200 metrov v Narviku, 100 metrov  v Tromsøju, 130–200 metrov v notranjih dolinah v Tromsu, nižina na vrhu Altafjorda pa je najbolj severno območje katere koli velikosti – majhni žepi obstajajo pri Porsangerju in Sør-Varangerju. To je običajno najbolj severno območje z nekaj kmetijskimi dejavnostmi, ječmen pa so tradicionalno gojili celo daleč na severu do Alte.

#### Severni Boreal
Severno borealno (NB) območje (znano tudi kot odprta ali redka tajga) je območje, ki je najbližje drevesni meji, meji na alpsko ali polarno območje in v njem prevladuje ostro subarktično podnebje. Obstaja vsaj 30 poletnih dni s srednjo temperaturo 10 °C ali več, do približno dva meseca. Drevesa rastejo zelo počasi in na splošno ne postanejo zelo velika. Gozd ni tako gost kot južneje ali na nižjih nadmorskih višinah in je znan kot gorski gozd (Fjellskog). Območje NB pokriva skupaj 28 % celotne kopenske površine Norveške, vključno s skoraj polovico Finnmarka, kjer gorska breza raste vse do morske gladine. V spodnjem delu tega območja so tudi iglavci, vendar drevored na Norveškem večinoma tvori gorska breza, podvrsta puhaste breze (podvrsta czerepanovii), ki je ne smemo zamenjati s pritlikavo brezo). Smreka in bor sestavljata drevored v nekaterih gorskih predelih z bolj celinskim podnebjem. V tem območju so alpske rastline pogoste. Brezov gozd 1320 metrov nad morsko gladino v Sikilsdalshorn je najvišji drevored na Norveškem, medtem ko je breza na 1404 m nadmorske višine v Veodalu, Jotunheimen, najvišje rastoče posamezno drevo. Drevesna meja je nižja, bližje obali in na območjih z nižjimi gorami, zaradi hladnejših poletij, več vetra v bližini gorskih vrhov in več snega pozimi (obalne gore), kar povzroči poznejše taljenje snega. Območje NB pokriva velika območja na nadmorski višini 750–950 metrov v notranjosti Østlandeta; je 800–1200 metrov v osrednjih gorskih območjih; toda na zahodni obali se drevesna meja spusti do približno 500 metrov nad morsko gladino in se znatno poveča v dolgih fjordih (1100 metrov na vrhu Sognefjorda). Severneje na velikih območjih v notranjosti visokogorja ali vzpetin Trøndelaga in Severne Norveške prevladuje območje NB, z drevesno mejo na približno 800 metrih  nadmorske višine v notranjosti Trøndelaga, 600 metrov v Rani, 500 metrov pri Narviku, 400 metrov pri Tromsøju, 200 metrov pri Kirkenesu in 100 metrov pri Hammerfestu (samo žepi v zaščitenih območjih). Velika planota Finnmarksvidda je na nadmorski višini, ki jo postavlja skoraj točno na gozdno mejo. Zadnji del cone NB preide v tundro na morski gladini približno 10 kilometrov južno od planote North Cape (blizu Skarsvåga). Območja južno od te črte so podobna tundri z razpršenimi zaplatami gorskega brezovega gozda (gozdna tundra) in postanejo alpska tundra že na manjših višinah. Drevesa v bližini drevoreda so pogosto ukrivljena zaradi snega, vetra in zmrzali; in njihova višina je samo 2–4 metre. Zunaj Norveške (in sosednjih območij na Švedskem) sta edini drugi območji na svetu, kjer drevesno mejo večinoma sestavljajo drobnolistni listavci, kot je breza – v nasprotju z iglavci – Islandija in polotok Kamčatka.
Prisotnost drevoreda iglavcev se včasih uporablja (Barskoggrense) za razdelitev tega območja na dve podconi, saj iglavci običajno ne rastejo tako visoko kot gorska breza. Smreka in bor rasteta na skoraj 1100 metrih nadmorske višine na nekaterih območjih Jotunheimena, do 400 metrov v Bergnu (900 metrov (3000 čevljev) na vrhu Sognefjorda), 900 metrov pri Lillehammerju (gore blizu Osla so prenizke, da bi imeli drevored), 500 metrov pri Trondheimu (750 metrov pri Oppdalu), 350 metrov pri Narviku, 200 metrov pri Harstadu, 250 metrov pri Alti; in najbolj severni borov gozd na svetu je v narodnem parku Stabbursdalen v Porsangerju. V tem delu cone NB je nekaj gozdov; in nekateri iglavci lahko zrastejo precej veliki, tudi če je rast počasna.

### Tundra
Alpska tundra je pogosta na Norveškem in pokriva skupaj 32 % kopnega (razen Svalbarda in Jan Mayena) in spada v ekoregijo skandinavskega gorskega brezovega gozda in travišč (PA1110). Območje, ki je najbližje drevesni meji (nizko alpsko), ima neprekinjen rastlinski pokrov z vrstami vrbe, kot so Salix glauca, S. lanata in S. lapponum (0,5 metra visoko); pogosti so tudi borovnica, navadni brin in Linnaea borealis. Nizkogorsko območje se je tradicionalno uporabljalo kot poletni pašnik in deloma je še vedno. To območje doseže nadmorsko višino 1500 metrov v Jotunheimenu, vključno z večino Hardangervidda; 1300 metrov v vzhodnem Trollheimenu; in približno 800 metrov v Narviku in Lyngenskih Alpah. Višje (srednjealpska tundra) rastline postanejo manjše; prevladujejo mahovi in lišaji; in rastline še vedno pokrivajo večino tal, čeprav so snežna polja, ki trajajo do sredine poletja, in permafrost običajna. Na najvišjih nadmorskih višinah (visoka alpska tundra) na tleh prevladujejo gole skale, sneg in ledeniki, z malo rastlinami.
Najvišja meteorološka postaja na Norveškem – Fanaråken v Lusterju, na 2062 metrih – ima komaj tri mesece temperature nad lediščem in julijsko povprečje 2,7 °C. Kljub temu so le 100 metrov pod vrhom Galdhøpiggna našli ledeniško maslenico, na vrhu pa so našli mahove in lišaje.
V severovzhodnem Finnmarku (severna polovica polotoka Varanger in polotok Nordkinn) je majhno nižinsko območje tundre, ki se pogosto šteje za del ekoregije tundre polotoka Kola (PA1106). Svalbard in Jan Mayen imata vegetacijo tundre, razen območij, ki jih pokrivajo ledeniki; nekatera območja, kot so pečine na južnem otoku Bear Island, so oplojena s kolonijami morskih ptic. Ta tundra se pogosto šteje za del ekoregije Arktične puščave (PA1101). Najbolj bujna območja na teh arktičnih otokih so zaščitena območja fjordov v Spitsbergnu; imajo najvišje poletne temperature in zelo suho podnebje povzroča malo snega in s tem razmeroma zgodnje taljenje snega. Kratka rastna doba in permafrost pod aktivno plastjo zagotavljata dovolj vlage. Med rastlinami so pritlikava breza, borovnica, svalbardski mak in zvonček.
Toplejše podnebje bi vegetacijske cone potisnilo znatno proti severu in v višje lege.

## Naravni viri
Poleg nafte in zemeljskega plina, hidroelektrične energije ter ribjih in gozdnih virov ima Norveška zaloge železovih in neželezovih kovinskih rud. Mnoge od teh so bile izkoriščane v preteklosti, vendar njihovi rudniki zdaj ne delajo zaradi nizke stopnje čistosti in visokih obratovalnih stroškov. Največja nahajališča titana v Evropi so blizu jugozahodne obale. Premog kopljejo na otočju Svalbard.
Viri: nafta, baker, zemeljski plin, pirit, nikelj, železova ruda, cink, svinec, ribe, les, vodna energija.